# Promachus fraterculus
Promachus fraterculus är en tvåvingeart som först beskrevs av Walker 1855.  Promachus fraterculus ingår i släktet Promachus och familjen rovflugor. Inga underarter finns listade i Catalogue of Life.